# Achille Van Acker
Achille Honoré Van Acker (1898. április 8. – 1975. július 10.) belga politikus 1945 és 1958 között három alkalommal a belga kormány miniszterelnöke, összesen hét évig töltötte be ezt a tisztséget. Mint politikus, a BSP-PSB párt tagja volt, amelyet pályafutása elején még Belga Szocialista Pártként ismertek. Beceneve Achille Charbon volt.

## Élete
Van Acker 1898. április 8-án született Brugge városában, családjában összesen 12 gyermek volt. Feltehetően a család anyagi gondjai miatt csak 10 éves koráig járt iskolába, ennek ellenére már 28 évesen, 1926-ban a brugge-i város tanács tagjává választották. A következő évben Van Ackert megválasztották a belga parlament alsóházi képviselőjének. A második világháború alatt illegalitásba vonult és a Vlaamse Centrale der Illegale Partij ellenállási mozgalom szervezésében vett részt.
A második világháborút követően az első két belga kormány miniszterelnöke 1945-46 között, majd ezt követően mint munkaügyi, szociális, közegészségügyi, mobilitási és bányászati miniszter szolgált (ez utóbbi miatt kapta becenevét – charbon franciául szenet jelent). 1961 és 1974 között a belga parlament elnöke volt, 1958-ban pedig államminiszteri posztot kapott.
A Van Acker vezetése alatt összeállt első három belga kormány meglehetősen rövid életű volt, mivel az országot a III. Lipót király hazatérését ellenző és támogató pártok szinte két részre szakították. A válság egészen 1951-ig tartott, amikor a király lemondott fia, Badouin javára. Van Acker negyedik kormányzása alatt különféle szociális programokat indított be és ennek köszönhetően a modern belga szociális rendszer egyik megteremtőjeként tartják számon.